# Kasyno Szlacheckie we Lwowie
Kasyno Szlacheckie we Lwowie przy ul. Czynu Listopadowego 6 (w okresie II Rzeczypospolitej ul. Adama Mickiewicza). 

## Historia
Kasyno dawniej zwane także: Narodowym, Ziemiańskim, Końskim, ponieważ bywali w nim bogaci ziemianie, hodowcy koni. Budynek  wzniesiony w latach 1897-98 według wiedeńskiego biura projektowego Fellner & Helmer, jest uznawany za najpiękniejszą lwowską budowlę w stylu neobarokowym. Z zewnątrz zdobi ją arkadowa loggia oraz dwie figury atlantów przy portalach wejściowych, wewnątrz  na uwagę zasługują zabytkowe drewniane schody w holu głównym, który ma przeszklony sufit. Ze względu na architektów, podobne są do schodów w pałacu Goetza w Brzesku. Obecnie Dom Uczonych.